# Lopevi
Lopevi (Lepevi) – czynny wulkan położony na wyspie Ulveah (Lopevi), w archipelagu Nowych Hebrydów, w Vanuatu. Wznosi się na wysokość 1413 (1449) m n.p.m. Mieszkańcy opuścili wyspę po wybuchach w 1939 i 1960 roku. Ostatnia erupcja miała miejsce w 2003 roku.